# Leonie Brill
Leonie Charlotte Brill (* 4. März 1997 in München) ist eine deutsche Schauspielerin.

## Leben
Leonie Brill wurde Ende 2005 von der Agentin Laura Schneider vor der Schule entdeckt. Kurz darauf erhielt sie eine größere Rolle in dem Fernsehfilm König Otto. Im selben Jahr drehte sie an der Seite von Benno Fürmann und Tom Schilling in dem Kinofilm Pornorama. Ihre nächste große Rolle war die der Wasa Striesow in dem 2007 gedrehten Film Friedliche Zeiten, bei dem Neele Vollmar Regie führte. Für diese Rolle erhielt sie zusammen mit Nina Monka den Preis als Beste Schauspielerin beim Funchal Filmfest auf Madeira 2010. In den Jahren 2008 und 2009 spielte sie die Tochter des Kommissars in der Reihe Kommissar LaBréa.
Neujahr 2020 erschien Das Traumschiff – Kolumbien, in der Brill die angehende Medizinstudentin Anne Linné spielt, die ein Praktikum in einer Klinik in Bogotá absolvieren will. Im Film Blood Red Sky spielte sie 2021 die Flugbegleiterin Julia Weber.
Leonie Brill lebt in München, legte 2015 das Abitur ab und studierte Kunst und Multimedia an der LMU München. Seit ihrem Bachelor-Abschluss im Sommer 2020 ist sie neben der Schauspielerei auch als freiberufliche Grafikdesignerin tätig.

## Filmografie
- 2006: König Otto
- 2007: Pornorama
- 2007: SOKO Kitzbühel – Diamantenmord
- 2007: Inga Lindström – Ein Wochenende in Söderholm
- 2008: Friedliche Zeiten
- 2009: Kommissar LaBréa – Tod an der Bastille
- 2009: Pro Sieben: 1001 Nacht
- 2009: Kommissar LaBréa – Mord in der Rue St. Lazare
- 2009: Kommissar LaBréa – Todesträume am Montparnasse
- 2009: Alpenklinik – Liebe heilt Wunden
- 2011–2013: Forsthaus Falkenau (10 Folgen)
- 2011: Inga Lindström – Wilde Pferde auf Hillesund
- 2012: Wiedersehen in Malaysia
- 2013: Dora Heldt: Ausgeliebt
- 2014: Die Familiendetektivin (10 Folgen)
- 2014: Dr. Klein – Perfekte Welt
- 2015: In aller Freundschaft – Die jungen Ärzte – Lebenslügen
- 2015: Die Salzprinzessin
- 2016: Nie mehr wie es war
- 2017: Um Himmels Willen – Bloßgestellt
- 2018: Inga Lindström – Vom Festhalten und Loslassen
- seit 2019: Watzmann ermittelt (Fernsehserie)
- 2019: Der letzte Bulle
- 2020: Das Traumschiff – Kolumbien
- 2020: Der Lehrer – Besser’n Mädchen, als so’n Hodenkobold!
- 2020: SOKO München – Affenliebe
- 2020: Rosamunde Pilcher – Falsches Leben, wahre Liebe
- 2020: Als ein Stern vom Himmel fiel
- 2021: Dahoam is Dahoam – Schuss ins Herz
- 2021: Blood Red Sky
- 2021: Tarantella
- 2021: Bettys Diagnose – Konfrontation
- 2021: Sex Zimmer, Küche, Bad (2 Folgen)
- 2022: Damaged Goods (Fernsehserie)
- 2022: SOKO Köln – Eingeschüchtert
- 2023: Der Staatsanwalt – Im Totenforst
- 2023: Das Traumschiff – Vancouver
- 2023: Gute Freunde – Der Aufstieg des FC Bayern (Fernsehserie)
- 2024: Aus dem Leben (Fernsehfilm)
- 2024: Alarm für Cobra 11 – Hoffnung (Eventfilm)